# Parc naturel de la vallée de la Barycz
Le parc naturel de la vallée de Barycz (Parc Krajobrazowy Dolina Baryczy) est une zone protégée dans le sud-ouest de la Pologne.
Créé en 1996, il couvre une superficie de 870,4 kilomètres carrés.

## Description
Le parc est partagé entre deux voïvodies : Basse-Silésie et Grande-Pologne.
Dans la Basse-Silésie, il se trouve dans le comté de Milicz (Gmina Milicz, Gmina Cieszków, Gmina Krośnice), comté d'Oleśnica (Gmina Twardogóra) et le comté de Trzebnica (Gmina Trzebnica, Gmina Prusice, Gmina Żmigród).
Dans la Grande-Pologne, il réside dans le Ostrów Wielkopolski (Gmina Odolanów, Przygodzice, Gmina Sośnie).